# ديميتري غاليامين
ديميتري غاليامين (بالروسية: Дмитрий Александрович Галямин)‏ (مواليد 8 يناير 1963) هو لاعب كرة قدم. لعب مع منتخب روسيا لكرة القدم. سبق له أن لعب في كأس العالم لكرة القدم مع منتخب بلاده.

## روابط خارجية
- ديميتري غاليامين على موقع الاتحاد الدولي (مؤرشف)  (الإنجليزية)
- ديميتري غاليامين على موقع قاعدة بيانات كرة القدم.إي يو (الإنجليزية)
- ديميتري غاليامين على موقع ناشيونال فوتبول تيمز (الإنجليزية)